# Andréia Bandeira
Andréia Bandeira (São Paulo, 3 de maio de 1987) é uma pugilista brasileira..
Começou a treinar aos 15 anos de idade. Três anos depois foi convocada para integrar a Seleção Feminina de Boxe e foi vice-campeã pan-americana. Em 2010, conquistou a medalha de ouro nos Jogos Sul-Americanos de Medellín.

## Títulos
- Oito vezes campeã brasileira de boxe
- Cinco vezes campeã paulista de boxe
- Ouro no Sul-Americano de Medellín (2010)